# Architecture 32 bits

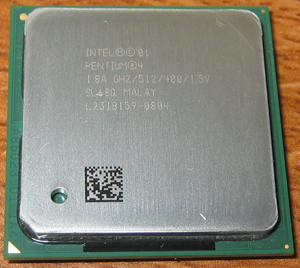
Intel Pentium 4 northwood, exemple de processeur 32 bits.

En informatique, dans une architecture 32 bits, les mots manipulés par le processeur ont une largeur de 32 bits, ce qui leur permet de représenter des nombres entiers valant entre 0 et 4 294 967 295. L’architecture 32 bits x86 à partir de l'Intel 80386 — parfois abrégée i386 — a été l'architecture 32 bits la plus utilisée pour les ordinateurs personnels.
Comme 4 Gio représente exactement 4 294 967 296 octets, une architecture 32 bits peut directement manipuler des adresses mémoire sur une plage de 4 Gio, mais pas plus sans complication. Ainsi, les systèmes d'exploitation de 32 bits sont souvent incapables de gérer plus de 4 Gio de mémoire vive[réf. incomplète].
Cependant, des processeurs x86 bénéficiant de la fonctionnalité PAE, ainsi que d'un système d'exploitation compatible, peuvent voir la taille de leur mémoire atteindre jusqu'à 64 gibioctets (236). Par exemple, sur n'importe quel système GNU/Linux (tel que Debian, Linux Mint ou Ubuntu pour ne citer qu'eux), il est possible d'installer le noyau linux-pae qui permet au système de prendre en charge jusqu'à 64 Gio de mémoire vive sur un système 32 bits.